# Mariana Cortázar
Mariana Cortázar Crespo (Portovelo, 1946) es una escritora e historiadora ecuatoriana.

## Biografía
Su obra comprende principalmente investigaciones sobre la provincia de El Oro y otras provincias de la costa ecuatoriana. Sus libros Portovelo cuenta su historia y El Oro de Portovelo le han valido numerosas menciones de honor y el Premio David Rodas Maldonado entregado por la Casa de la Cultura Ecuatoriana, núcleo El Oro, en el año 2014, así como el premio Presea Rosa Vivar, entregado por la Municipalidad de Portovelo en el año 2014. Escribió el libro Julio Jaramillo, nuestro patrimonio por el cual fue premiada por la Unión Nacional de Periodistas del Ecuador en 2012, y se ha desempeñado como vocal principal del directorio de la Unión Nacional de Periodistas del Ecuador.

## Obra
- Aguamiel. 1991 - 109 p.
- Julio Jaramillo: Nuestro patrimonio. MC Mariana Cortázar. Quito, Ecuador, 2011 - 164 p. ISBN 978-9942-03-773-2
- El oro de Portovelo. Mariana Cortázar Comunicación y Medios. Quito, Ecuador, 2005 - 152 p. ISBN 9978442863, ISBN 9789978442869
- Portovelo cuenta su historia. MC Mariana Cortázar. Quito, Ecuador, 2008 - 244 p. ISBN 9942017534, ISBN 9789942017536